# チューリップライフ
チューリップライフ株式会社は、新潟県新潟市西区に本社を置き、TOSYS（コムシスホールディングス）の子会社で、新潟県と長野県を中心とする自動車整備、工事警備事業などを行う企業である。

## 沿革
- 1995年10月 チューリップ警備株式会社を設立。
- 1997年12月 信通建警備保障株式会社を吸収合併。
- 2002年10月 株式会社エクテックを吸収合併。
- 2009年7月 チューリップライフ株式会社に社名変更。